# Ceti Labes
La Ceti Labes è una struttura geologica della superficie di Marte.